# Vicente Pincén
Vicente Cathunau Pincén (c. 1808 – c. 1898) fue un cacique mapuche-tehuelche cuya tribu habitaba la región pampeana en las cercanías de las lagunas encadenadas del oeste y las localidades de Trenque Lauquen, Puan, Carhué, Guaminí (provincia de Buenos Aires) y el este de La Pampa.

## Hipótesis sobre su origen
Su origen es incierto y está sujeto a discusión, al igual que sus padres y la existencia de uno o más caciques con ese nombre.
Su madre podría haber sido una mujer blanca nacida en Rio Cuarto, hecha cautiva en Renca (San Luis) por un malón que la trasladó con su hijo a Carhué, donde el mismo cacique declaró siempre haber nacido. Según el coronel Villegas, ella se llamaba Amuypan mientras que su padre era un capitanejo llamado Ayllapán.
La versión alternativa afirma que hubo varios Pincén, y todos eran nombrados con su nombre simple en los partes militares. Según esta versión, Vicente Pincén fue hijo de otro Pincén, llamado por los indígenas Vuta Pincén –Pincén el Grande, en el sentido de "el viejo"– nacido en Chile y emigrado a la Argentina junto con Ignacio Coliqueo. Como éste, Pincén el Viejo también habría escapado de la masacre de Masallé refugiándose entre los ranqueles, aunque ninguno de los Pincén se convirtió en «indio amigo» de los blancos. 
Su fecha de nacimiento también se pone en discusión: en general, se parte de la suposición de sus captores de que su edad era de 70 años en 1878, al momento de su aprisionamiento, por lo que pudo haber nacido entre 1806 y 1809.
Según la hipótesis que sostiene que, según los partes de batalla y las cartas, solo hubo un cacique con este nombre y con tal rango. Eso se demostraría por su nombre, que habría sido más bien un apodo otorgado en la adolescencia mediante una prueba de capacidad verbal, muy importante en una sociedad oral como la mapuche, con la cual Pincén se vio identificado. El nombre otorgado habría sido “Pinseñ”, que según Estanislao Zeballos –quien entrevistó al cacique tras su captura– significa “aquel que habla (pin) de sus antepasados (señ)”, y esto es concordante con su posterior definición como Gempin (“dueño del decir”), cuya función era la de orador. En cuanto a sus otros nombres, Pincén utilizó por mucho tiempo “Vicente”; según esta versión, también habría utilizado los nombres de “Justo” o “Francisco”, dando cuenta de una lógica de adaptación del nombre de los cristianos con quienes negociaba –así como hicieron otros caciques–, mientras que siempre conservó el nombre de “Cathunau”, apodo adquirido que significa “tigre cazado”. La versión alternativa afirma que hubo otros caciques menores, hermanos de Vicente Pincén, llamados Francisco –«Pancho»– y José Pincén. Y hubo además otro capitanejo, conocido como Pichi Pincén, que habría sido primo de Vicente Pincén.
Finalmente, tampoco hay consenso con respecto al origen étnico de Pincén. Él mismo se consideraba como puelche (“gente del este”), es decir, del este cordillerano. Esto para marcar una distinción entre los “indios chilenos” como Calfucurá, llamados “curá”, y los “indios argentinos” como él o Sayhueque. Sin embargo, la misma tribu de Pincén probablemente haya sido producto del proceso de “araucanización” que se dio hacia los siglos XVII y XVIII, difuminando las diferencias entre mapuches –de la Araucanía– y tehuelches de la pampa. Por otro lado, el origen cristiano de su madre si bien no es concluyente, lo caracterizaría como mestizo, así como lo hacen la mayoría de las fuentes, el análisis de sus fotografías y sus características físicas distintivas respecto a los demás araucanos.

## Primeros años, éxodo y consolidación como líder
Lo cierto es que Pincén pasó su infancia en “el Carhué”, que comprendía toda la región de las lagunas encadenadas del oeste de Buenos Aires. Allí fue criado por su madre Amuypán y el capitanejo llamado Ayllapán quien probablemente fuera su padre, un domador de pumas que transmitió sus conocimientos al joven Pincén.
En este paraje que adoptó como lugar natal lideraban según el coronel Villegas dos caciques boroganos hermanos llamados Venancio Cuñepán y Pablo Gaylquil. Los boroganos originarios de Boroa en la Araucanía se habían dividido durante las guerras independentistas de Chile entre una mayoría que apoyaba el bando realista y otras parcialidades como las lideradas por Cuñepán y Pablo que se habían aliado al bando patriota. Luego de la derrota patriota chilena en Rancagua (2 de octubre de 1814), estos últimos pasaron a ocupar territorios del este cordillerano y siguieron luego al Gral. Carrera en San Luis, donde es probable que entraran en contacto con la tribu original de Pincén, haciéndolo cautivo. Los boroganos, que en cambio se habían aliado con el bando realista, entre las que destacaba la tribu liderada por Cañiuquir, huyeron hacia las tierras pampeanas cercanas a Guaminí y Carhué luego de la Guerra a Muerte (1819-1821) que terminó con las fuerzas realistas apostadas en Chile. Entonces, la tribu de los hermanos Cuñepán y Pablo junto con la liderada por el cacique Andrés Rinque se vieron desplazadas hacia tierras ranqueles (Chadileuvú, al este de La Pampa).
Este éxodo habría ocurrido entre 1830 y 1832, después de que la tribu ranquel de Yanquetruz y los boroganos de Cañiuquir rompieran su alianza y estos últimos firmaran la suya con Rosas. Las tribus boroganas desplazadas entre las que se encontraba Pincén, sufrieron entonces una compenetración con las ranqueles de Yanquetruz, quien se estableció en Chadileuvú como cacique principal. Esta es la razón por la cual a veces se lo considera ranquel a Pincén, que en Chadileuvú se convirtió en capitanejo del cacique Rinque, vinculándose familiarmente a este al casarse con su hija Añatu Rinque.
Luego del comienzo de la campaña de Rosas al Desierto en 1833, es probable que Pincén haya actuado como enviado de Yanquetruz ante la tribu del cacique Yanquelén, compuesta por aproximadamente 1500 personas. Esta parcialidad fue hostil en un primer momento hacia Rosas, en negociaciones para cooptar “indios amigos”, si bien terminarán firmando tratados con el gobernador de Buenos Aires. Las negociaciones de Pincén estarían destinadas a evitar que Yanquelén no se uniera a los boroganos de Cañiuquir, incitados por Rosas para atacar a los ranqueles. Pero los boroganos decidieron unirse con los ranqueles ante la propuesta de estos últimos de formar una Confederación indígena encabezada por Juan Calfucurá, cacique venido de Chile. Calfucurá en cambio mantuvo contactos con Rosas para establecer su tribu en Salinas Grandes a cambio de escarmentar a los boroganos. Esta acción, conocida como la matanza de Masallé, la ejecutó Calfucurá el 8 de septiembre de 1834, pero fue atribuida por Rosas exclusivamente a los ranqueles. Luego de este episodio que terminó con las vidas de varios caciques boroganos como Rondeau, Melín y Coñoepán, Pincén se alejó de Calfucurá.
Como cacique menor, Pincén ya reunía algunas lanzas -24 hombres y 14 mujeres según la historia oral- y el suficiente prestigio para actuar como enviado diplomático. Luego de la muerte de Yanquetruz hacia 1835, este fue sucedido por varios caciques entre los que se encontraba el propio Pincén, Rinque e Ignacio Coliqueo, un borogano exiliado y aliado a los ranqueles después de la matanza de Masallé.

## Su relación con Coliqueo
Pincén desarrolló cierto vínculo con Ignacio Coliqueo, realizando malones en conjunto en el sur de las provincias de San Luis y Córdoba (como el del 13 de marzo de 1834 en Rio Cuarto), así como en Buenos Aires, donde participaron en el gran malón organizado por el coronel Manuel Baigorria en 1838, yerno de Coliqueo. En 1845, se los puede ubicar a ambos en un malón en Pergamino, lugar al que Pincén asaltaba con cierta regularidad.
Coliqueo fue según algunas fuentes el segundo cacique de la Confederación Pampa organizada por Calfucurá después de 1852. Sin embargo, Pincén fue reacio a plegarse totalmente al gran cacique “chileno”, mientras que este lo consideraba como uno de los jefes que podía llegar a desobedecerlo, como expresaba a Mitre en 1861:

… así es, que mando los caciques Vanchuquir, el mayor Andrés, Lanquiman, Pinces [Pincén], Cayuqueo, Pichipuel, Marillan, el capitán Praipí, Siriaco, que es un hijo mío, querido compadre; todos estos hombres son los que me harían quedar mal; por eso los mando para que me los aconseje bien…

Coliqueo se distanció temporalmente de Calfucurá a mediados de 1861 siguiendo a su yerno Manuel Baigorria, quien se volcó hacia Mitre en contra de Urquiza. Pincén terminó alejándose de él, negándole la ayuda solicitada para la batalla de Pavón. De este modo quedó excluido junto con los ranqueles de los tratados de 1862. que le habían cedido Los Toldos a Coliqueo y su tribu Estableció entonces sus toldos entre los ranqueles del norte y los salineros del sur, abarcando los territorios de Anchiqueluá, Las Tunas y Chrenqué Lavquén (Trenque Lauquen). La necesidad de las autoridades del gobierno de invadir a las parcialidades que no habían formado parte de aquel acuerdo dio lugar a la “expedición contra los ranqueles” comandada por Emilio Mitre y dividida en varias columnas entre las que estaban las de Ignacio y Justo Coliqueo. Pero la expedición fue limitada debido a la sequía y las dificultades que esto supuso para el ejército, por lo que Pincén pudo retornar a las tierras cercanas a Trenque Lauquen hacia 1863, realizando un malón en Los Toldos el 19 de abril enfrentándose con Coliqueo. Más tarde, realizó incursiones en 9 de Julio y Veinticinco de Mayo.

## Cacique Pincén, “puma del desierto”
El 30 de septiembre de 1867, Pincén tuvo un enfrentamiento con Coliqueo en un lugar llamado Foro Malal (Corral de los Huesos) –hoy Timote-. En este combate, Pincén y su aliado, el cacique Neciel, fueron derrotados por Coliqueo, quien escribió a Calfucurá informándole de este resultado.
Calfucurá y Coliqueo estaban aliados con el gobierno, pero luego de la aplicación de la ley 215 de Avance de Fronteras en 1869 (aprobada en 1867), Coliqueo reforzó esta alianza mientras que Calfucurá lideró a su Confederación en una resistencia, desplegando malones sobre la frontera. Pincén lideraba su propia resistencia, pero la escasez en números de su tribu lo obligaba a esporádicas alianzas con Calfucurá. De este modo, un capitanejo suyo llamado Antelén se enfrentó infructuosamente el 20 de octubre de 1869 en Cañada de Arín contra el coronel Martiniano Charras que había establecido el Fuerte Lavalle en Ancalú Grande (hoy Gral. Pinto).
En 1870 Pincén continuaba con sus ataques sobre la frontera oeste junto con otros caciques como Antemil, en contraste a los “indios amigos” como Coliqueo, Reuquecurá, Cañumil y los huiliches del sur, que percibían más raciones del gobierno, en una política de tratados de paz para pacificar la frontera. Sin embargo, los intentos por ubicar las tolderías de Pincén fueron infructuosos. En el mismo año se envió una expedición al mando del Cnel. Conrado Villegas, que no logró detener los malones.
Para 1871 Calfucurá así como los ranqueles retomaban los intentos de pactar con el gobierno, pero Pincén no dio respuesta a las cartas de Calfucurá de unírsele en estas tratativas, mientras que la frontera se veía desprotegida por el levantamiento de López Jordán en Entre Ríos (desde 1870). Pincén y sus capitanejos y aliados, entre ellos: Güenechú, Güichú, Güentú, Anegnerr, Millagüer y Tapayú, atacaron en mayo el Fuerte Lavalle junto con un contingente de ranqueles, enfrentándose al Cnel. Conrado Villegas apostado allí. Se desató un feroz combate conocido como “La Picaza”, con numerosas bajas de ambos bandos. El 24 de septiembre se produjo un nuevo malón en la zona de Junín. Pincén reunía entonces varios aliados que podían agrupar hasta 1000 lanzas y se perfilaba como uno de los caciques que mantenían la guerra contra el gobierno, a diferencia de aquellos pactistas como Calfucurá.
El 20 de octubre de 1871 se repitió el malón en Junín, siendo perseguido por el Teniente Cnel. Heredia, y días después se les enfrentó el regimiento 2 de caballería ante una nueva invasión. Si bien se lograron recuperar numerosas cabezas de ganado con estos contraataques, a las autoridades les preocupaba la frecuencia de estos ataques, por lo que el Jefe de Frontera Francisco Borges elaboró una expedición a las tolderías de Pincén. Sin embargo, la expedición a “Las Tunas” comandada por el Sgto. Mayor José Diez –incluyendo entre sus fuerzas algunas lanzas de Ignacio Coliqueo, fallecido el 16 de febrero, por lo que las mandaba su hermano Francisco Calfuqueo- fue un fracaso y solo se consiguió capturar algunos soldados de Pincén.
A comienzos del año 1872, Calfucurá decidió realizar una gran incursión en la frontera argumentando los maltratos que habrían sufrido los caciques amigos Manuel Grande, Chipitruz y Calfucir por parte del gobierno. Siendo estos jefes aliados también de Pincén, este decidió aportar sus lanzas, si bien no participó directamente de los enfrentamientos. Los ejércitos del Gral. Rivas y el jefe Calfucurá confluyeron el 8 de marzo de 1872 en la batalla de San Carlos, que resultó en una derrota decisiva de los indígenas..

## Pincén y los malones
Pincén siguió maloneando en los fortines de frontera robando caballos y ganado, mientras sumaba lanzas y capitanejos del derrotado Calfucurá. El 2 de junio de 1872 se enfrenta nuevamente a Villegas y el 27 del mismo mes da muerte al comandante Estanislao Heredia con una emboscada. El 22 de agosto se produjo un nuevo malón en Junín.
El 19 de septiembre de 1872 se produjo un hecho insólito: hombres de Pincén y de Calfucurá cayeron sobre el pueblo de Los Toldos, donde residía la parcialidad de los Coliqueo –los hijos de Ignacio Coliqueo, muerto el año anterior– que eran «indios amigos» al servicio del Ejército. Los habitantes del pueblo acababan de terminar un festejo, y los hombres de lanza y los caciques estaban completamente borrachos; todos fueron tomados prisioneros, junto con sus familias, y llevados a la fuerza en dirección al desierto. Una rápida reacción del coronel Francisco Borges permitió rescatarlos y volver a su pueblo. Al parecer, Pincén no participó en el secuestro de la tribu, pero sí en el traslado.
Los jefes militares aceptaron un tratado de paz con Calfucurá –que ninguna de las partes pensaba cumplir– para tener un lapso de tiempo para atacar a Pincén. En noviembre de 1872, aún antes de la firma del tratado con los salineros, el coronel Hilario Lagos (hijo) marchó sobre Salliqueló, cerca de donde estaba Pincén. Acompañado de los oficiales Lorenzo Vintter, José Ignacio Garmendia y Marcelino Freyre, lograron atacar una toldería de gente de Pincén y matarle algunos lanceros, pero no dieron con el cacique.
El resultado de esa ofensiva fue que Pincén ofreció la firma de un tratado de paz, principalmente con la intención de recuperar parte de su familia, que estaba en poder del coronel Lagos. El tratado fue firmado el 3 de marzo de 1874, y convertía a los lanceros de Pincén en «indios amigos», y por un tiempo ambos bandos pretendieron cumplirlo. La muerte de Calfucurá, ocurrida poco después, y una revuelta de López Jordán en la provincia de Entre Ríos modificaron la relación de fuerza, y Lagos decidió que Pincén aprovecharía la situación para rebelarse; por consiguiente, decidió castigar a los indígenas por adelantado: arrestó a los enviados de Pincén, ordenó a Justo Coliqueo que entregase a unos pocos lanceros de Pincén que tenía en Los Toldos y –cuando éste se negó– lo arrestó y lo mandó preso a la isla Martín García.
En mayo de 1874, los indios de Pincén creyeron estar siendo invadidos, cuando se internaron en los campos bajo su dominio el ingeniero Huergo, que estaba haciendo mediciones para extender un ferrocarril a Mendoza, con una pequeña custodia militar y sin aviso previo. De modo que los atacaron y causaron varias bajas. De todos modos, el general Rivas, Namuncurá y hasta el arzobispo León Federico Aneiros insistieron ante Lagos para que les entregara las raciones comprometidas por el tratado, que éste se negaba a entregar a Pincén. Éste fue incluido en un parlamento organizado por Namuncurá, en que se propuso un nuevo tratado de paz; el ministro de Guerra, Adolfo Alsina, dio largas a las negociaciones, ganando tiempo para poder lanzar una gran ofensiva sobre el oeste de la provincia de Buenos Aires y construir la línea defensiva conocida como «zanja de Alsina». Pincén se dio cuenta de eso y, acompañado por la mayoría de la parcialidad de los indios amigos de los hermanos Catriel lanzó una serie de malones que le permitieron fortalecer sus existencias de vacunos y caballos.

## Se cierra el cerco
A principios de 1876 se produjo el avance hasta la Zanja de Alsina, y algunos de los lanceros de Pincén fueron dispersados en el camino. La toldería de Pincén en Trenque Lauquen fue invadida y ocupada por el coronel Conrado Villegas, que estableció allí un fuerte; la gente de Pincén había levantado el campamento a tiempo y se había mudado a Toay. Namuncurá y Pincén lanzaron entonces el «malón grande», arreando más vacas y caballos que nunca antes; sin embargo, fue el último ataque efectivo de los indígenas, que con la Zanja habían perdido los campos de Carhué, y con ellos las mejores invernadas para su ganado: de allí en más, sólo podrían criar unas pocas vacas, claramente insuficientes para alimentar a todos los nativos, y ya ni siquiera podrían lanzar grandes malones, debido a que los caballos quedaban en muy mal estado por falta de pasto.
Justo Coliqueo abandonó Los Toldos, y reapareció unos meses más tarde, con una gran cantidad de tropas, para tomar el pueblo por la fuerza; su propio hermano Simón Coliqueo defendió a los suyos, y obligó a Justo a retirarse. Éste se refugió en los toldos de Pincén, donde su inestabilidad emocional alcanzó extremos absurdos: insultó a todos, inclusive a su protector, y luego partió completamente solo a intentar recuperar Los Toldos. Pincén, harto de su aliado loco, lo mandó matar.
Villegas lanzó entonces una campaña para tratar de atacar a Pincén, pero éste le robó los mejores caballos –los «blancos de Villegas»– que usaban sus oficiales, llamativamente todos ellos de color blanco. Villegas lo tomó como algo personal y dirigió una operación especial para recuperarlos, cruzando el desierto sin siquiera un baqueano que los guiara, y logró recuperarlos, además de saquear la toldería que encontró y matar varias decenas de indios. La fama de Pincén alcanzaba su cénit, y con ella también la de Villegas; estaba claro que el duelo entre estos dos jefes sería clave en los meses siguientes.
Poco después falleció el ministro Alsina, y el cargo fue ocupado por Julio Argentino Roca; éste ya había decidido tomar la iniciativa en forma constante, para no dejar en paz a los indígenas. Mandó a Villegas a atacar nuevamente a Pincén, de modo que el enérgico oficial dirigió no uno, sino cinco ataques sobre las tolderías de Pincén. El 6 de noviembre de 1878, Villegas y sus hombres descansaban en el monte de una de sus galopeadas cuando se presentó un oficial de apellido Solís llevando prisioneros a varios indios de lanza, algunos capitanejos y al propio Vicente Pincén con toda su familia. Había caído prisionero por su propia altanería, pero también por la falta de caballos, las continuas persecuciones por parte de Villegas, y por su incapacidad para enfrentar las armas de fuego modernas, de carga muy rápida y alta precisión.

## Pincén prisionero
Fue enviado preso con su familia a Buenos Aires; primeramente estuvo en el Regimiento número 6, donde le sacaron las fotos que se hicieron famosas: algunas con su familia y una, a pedido del Perito Moreno, de pie, con gesto amenazador y con una lanza en la mano. No obstante, el cuerpo debilitado del anciano y la enorme tristeza de su expresión muestran que el viejo guerrero vencido ya no era un peligro para nadie.
A principios de 1879 fue enviado preso a la isla Martín García. Allí pasó más de un año engrillado, hasta que fue liberado de sus cadenas en el año 1880. Hacia el año 1883 pasó varios meses internado, enfermo, con un cáncer en una rodilla; es posible que haya pasado algunas semanas internado en Buenos Aires.
Los relatos de sus últimos días difieren notablemente: uno de ellos afirma que murió en Martín García en torno a 1884. Otro afirma que fue liberado por pedido del coronel Ataliva Roca, que lo llevó a uno de los campos que tenía en la misma región donde había vivido —se llega a afirmar que en su mismo rancho— y del que Roca se había apoderado por monedas. Fue acusado de un ataque a un estanciero de la zona, acusación evidentemente falsa ya que la fecha del ataque era exactamente la misma en que fue embarcado para salir de Martín García. De todos modos, la prensa repitió una y otra vez el supuesto crimen, hasta que un juez ordenó arrestarlo por segunda vez. De allí en más resulta casi imposible saber qué fue de él.
Existen otras versiones: una de ellas afirma que a fines de 1883, estando aún en Martín García, se unió a dos caciques llamados Llancamil y Tacunao para sobornar a un marinero que los lleva hasta el Uruguay. No llegaron lejos, y fue nuevamente arrestado en Carmelo, desembarcando el 4 de diciembre nuevamente en Martín García, donde le fue puesta una barra de grillos.
También se menciona que en 1886 estaba viviendo en el campo del cacique Melinao, en Bragado, y hasta hay testimonios de que en 1896 lo vieron juntando maíz en San Emilio, partido de General Viamonte; esto último no es muy probable: habría tenido cerca de 90 años para esa fecha.